# Aussi lourd que le vent
Ne doit pas être confondu avec Aussi lourd que le vent….
Aussi lourd que le vent est un recueil de nouvelles de Serge Brussolo paru en 1981.
- Première édition : Denoël (coll. Présence du futur n°315), Paris, 1981, (couv. ill. Jean-Yves Kervévan), 188p.  (ISBN 2-207-24974-3)

## Liste des nouvelles
- Trajets et itinéraires de l'oubli
- Visite guidée
- Aussi lourd que le vent…